# كارل دبليو. إرنست
كارل دبليو. إرنست (بالإنجليزية: Carl W. Ernst)‏ هو عالم دراسات إسلامية أمريكي، ولد في 8 سبتمبر 1950.